# ويستلاك فيلاج (كاليفورنيا)
ويستلاك فيلاج (بالإنجليزية: Westlake Village)‏ هي إحدى مدن مقاطعة لوس أنجليس، كاليفورنيا. تم إعطاءها لقب مدينة في 11 ديسمبر، 1981.

## التركيبة السكانية
حدّد مكتب تعداد الولايات المتحدة بيانات التركيبة السكانية لويستلاك فيلاج في تعداد الولايات المتحدة. في ما يلي، التركيبة السكانية حسب تعدادي 2000 و2010.

### تعداد عام 2000
بلغ عدد سكان ويستلاك فيلاج 8,368 نسمة بحسب تعداد عام 2000، وبلغ عدد الأسر 3,270 أسرة وعدد العائلات 2,492 عائلة مقيمة في القرية. في حين سجلت الكثافة السكانية 586.8 نسمة لكل كيلومتر مربع (1,519.8/ميل2). وبلغ عدد الوحدات السكنية 3,347 وحدة بمتوسط كثافة قدره 234.7 لكل كيلومتر مربع (607.9/ميل2).
وتوزع التركيب العرقي للقرية بنسبة 89.70% من البيض و0.82% من الأمريكيين الأفارقة و0.13% من الأمريكيين الأصليين و6.08% من الأمريكيين ذوي الأصول الآسيوية و0.07% من سكان جزر المحيط الهادئ و1.02% من الأعراق الأخرى و2.17% من عرقين مختلطين أو أكثر و4.61% من الهسبانيون أو اللاتينيون من أي عرق.
بلغ عدد الأسر 3,270 أسرة كانت نسبة 33.5% منها لديها أطفال تحت سن الثامنة عشر تعيش معهم، وبلغت نسبة الأزواج القاطنين مع بعضهم البعض 65.8% من أصل المجموع الكلي للأسر، ونسبة 8% من الأسر كان لديها معيلات من الإناث دون وجود شريك، بينما كانت نسبة 2.4% من الأسر لديها معيلون من الذكور دون وجود شريكة وكانت نسبة 23.8% من غير العائلات. تألفت نسبة 19.3% من أصل جميع الأسر من عدة أفراد يعيشون في نفس المنزل ونسبة 7.9% كانت تتألف من شخص يعيش بمفرده يبلغ من العمر 65 عاماً أو أكثر. وبلغ متوسط حجم الأسرة المعيشية 2.56، أما متوسط حجم العائلات فبلغ 2.93.
بلغ العمر الوسطي للسكان 44.6 عاماً. وكانت نسبة 23.8% من القاطنين تحت سن الثامنة عشر، وكانت نسبة 3.9% بين الثامنة عشر والرابعة والعشرين عاماً، ونسبة 23.1% كانت واقعةً في الفئة العمرية ما بين الخامسة والعشرين والرابعة والأربعين عاماً، ونسبة 31.9% كانت ما بين الخامسة والأربعين والرابعة والستين، ونسبة 17.3% كانت ضمن فئة الخامسة والستين عاماً فما فوق. يوجد لكل 100 أنثى 92.6 ذكر، ويوجد لكل 100 أنثى في الثامنة عشر من عمرها فما فوق 89.5 ذكر.
بلغ متوسط دخل الأسرة في القرية 94,571 دولارًا، أما متوسط دخل العائلة فبلغ 109,310 دولارًا. وكان متوسط دخل الذكور 88,179 دولارًا مقابل 38,568 دولارًا للإناث. وسجل دخل الفرد الخاص بالقرية 49,596 دولارًا. وكانت نسبة 2.5% من العائلات ونسبة 2.5% من السكان تحت خط الفقر، وكان من هؤلاء نسبة 1.6% تحت سن الثامنة عشر ونسبة 2.8% في الخامسة والستين من العمر وما فوق.

### تعداد عام 2010
بلغ عدد سكان ويستلاك فيلاج 8,270 نسمة بحسب تعداد عام 2010، وبلغ عدد الأسر 3,262 أسرة وعدد العائلات 2,396 عائلة مقيمة في القرية. في حين سجلت الكثافة السكانية 579.9 نسمة لكل كيلومتر مربع (1,501.9/ميل2). وبلغ عدد الوحدات السكنية 3,384 وحدة بمتوسط كثافة قدره 237.3 لكل كيلومتر مربع (614.6/ميل2).
وتوزع التركيب العرقي للقرية بنسبة 88.59% من البيض و1.19% من الأمريكيين الأفارقة و0.15% من الأمريكيين الأصليين و5.93% من الأمريكيين ذوي الأصول الآسيوية و0.16% من سكان جزر المحيط الهادئ و1.38% من الأعراق الأخرى و2.62% من عرقين مختلطين أو أكثر و6.44% من الهسبانيون أو اللاتينيون من أي عرق.
بلغ عدد الأسر 3,262 أسرة كانت نسبة 29.8% منها لديها أطفال تحت سن الثامنة عشر تعيش معهم، وبلغت نسبة الأزواج القاطنين مع بعضهم البعض 60.9% من أصل المجموع الكلي للأسر، ونسبة 9% من الأسر كان لديها معيلات من الإناث دون وجود شريك، بينما كانت نسبة 3.6% من الأسر لديها معيلون من الذكور دون وجود شريكة وكانت نسبة 26.5% من غير العائلات. تألفت نسبة 21.8% من أصل جميع الأسر من عدة أفراد يعيشون في نفس المنزل ونسبة 11.5% كانت تتألف من شخص يعيش بمفرده يبلغ من العمر 65 عاماً أو أكثر. وبلغ متوسط حجم الأسرة المعيشية 2.50، أما متوسط حجم العائلات فبلغ 2.92.
بلغ العمر الوسطي للسكان 48.7 عاماً. وكانت نسبة 21% من القاطنين تحت سن الثامنة عشر، وكانت نسبة 5.8% بين الثامنة عشر والرابعة والعشرين عاماً، ونسبة 16.7% كانت واقعةً في الفئة العمرية ما بين الخامسة والعشرين والرابعة والأربعين عاماً، ونسبة 35.3% كانت ما بين الخامسة والأربعين والرابعة والستين، ونسبة 21.2% كانت ضمن فئة الخامسة والستين عاماً فما فوق. وتوزع التركيب الجنسي للسكان بنسبة 48.7% ذكور و51.3% إناث.

## أعلام
- شون فليمينغ
- ألين فيرغسون
- هارولد د. شوستر
- ديفيد أندرسون
- مايكل ويلسون
- باتريسيا نوريس
- أوليغ فيدوف
- جوناثان لبنيكي
- دارين دون
- جوردن بالمر